# امیر سیدباقر رضایی
امیر سیدباقر رضایی (انگلیسی: Amir Seyedbagher Rezaei؛ زادهٔ ۱۹ سپتامبر ۱۹۸۷) بازیکن فوتبال است.
از باشگاه‌هایی که در آن بازی کرده‌است می‌توان به باشگاه فوتبال سایپا اشاره کرد.